# Fridrich z Bílé
Fridrich z Bílé (též Bedřich z Bílé) (? – 21. června 1621, Staré Město pražské) byl rytíř z rodu pánů z Bílé, člen direktoria českých stavů v době stavovského povstání (1618–1620). Dříve působil jako císařský rada, za vlády zimního krále Fridricha Falckého vykonával post purkrabího hradeckého kraje.

## Život
V roce 1592 koupil Dubkovice, roku 1617 statek Uhřice, které roku 1618 prodal a asi v tu dobu držel také Chotomíř. Jako evangelík byl roku 1609 zvolen defenzorem a roku 1618 za jednoho z direktorů. Jednal se slezskými stavy a vévodou o pomoci. Stavěl se proti Habsburkům. Fridrich Falcký jej jmenoval hejtmanem německých lén a purkrabím hradeckého kraje. Jeho první manželkou byla Beatrix a druhou Anna ze Zolhauzu. Synovi Bedřichovi a dceři Eufrosině byl za podíl ponechán po matce Beatrici statek Řehlovice.

## Události po bitvě na Bílé hoře
Zatčen krajským hejtmanem při pobytu mimo Prahu. Mimořádný tribunál jej odsoudil k popravě na Staroměstském náměstí spolu s dalšími „českými pány“. Původní verdikt zněl rozčtvrcení za živa, dostal částečné omilostnění, takže byl „pouze“ sťat. Na popraviště vešel jako třetí z rytířského stavu a jako šestý v celkovém pořadí. Kat jeho hlavu pověsil na Staroměstské mostecké věži.